# ボルゲーゼ美術館
ボルゲーゼ美術館（ボルゲーゼびじゅつかん、イタリア語：Museo e Galleria Borghese）は、ローマにある美術館。イタリア・ルネサンスおよびバロック美術を中心としたボルゲーゼ・コレクション (en) を所蔵することで知られる。
英語では Borghese Gallery、もしくは、イタリア語に準じて Galleria Borghese などと呼ばれる。

## 概要
ローマ市内、広大なボルゲーゼ公園 (en) の一画にあるこの美術館には、ボルゲーゼ家 (en) 歴代の美術コレクション（ボルゲーゼ・コレクション）が展示されている。ボルゲーゼ家はシエナ出身の貴族で、教皇パウルス5世を出した名門である。
美術館の建物は、シピオーネ・ボルゲーゼ（en、1576- 1633年）が夏の別荘として建てたもので、1613年ごろ着工。完成は1616年（1621年とする資料もある）。設計者はオランダ人のヤン・ファン・サンテン (Jan van Santen) である。シピオーネ・ボルゲーゼは枢機卿であり、当時の芸術家に多くの作品を注文したパトロンでもあった。
建物の完成から約2世紀を経た19世紀初頭、ナポレオン・ボナパルトが、ボルゲーゼ家の多くの美術品をフランスに持ち出し、ルーヴル美術館に移してしまうという事件があった（当時、ボルゲーゼ家は経済的危機にあって所蔵の美術品を手放しつつあった。加えて、当時のボルゲーゼ家当主カミッロ・フィリッポ・ボルゲーゼの妻はナポレオン・ボナパルトの妹ポーリーヌであった）。こうした事件を経てもなお、当館にはルネサンス・バロック期のイタリア美術の優品が数多く伝えられている。イタリアの国立美術館として公開されるようになるのは1903年のことである。1階には彫刻、2階には絵画を展示する。企画展示では、秘密の庭（Secret Garden）と言われる庭園が屋外展示用に使われる場合もある。

## 主な収蔵品
Category:ボルゲーゼ美術館の所蔵品も参照
- ジャン・ロレンツォ・ベルニーニ　『アポロンとダフネ』(Apollo and Daphne) （1622年-1623年）
- ジャン・ロレンツォ・ベルニーニ　『プロセルピーナの略奪』(The Rape of Proserpina) （1621年-1622年）
- ラファエロ・サンツィオ『一角獣を抱く貴婦人』（1505年頃）
- ティツィアーノ・ヴェチェッリオ　『聖愛と俗愛』 （1515年頃）
- ティツィアーノ・ヴェチェッリオ『キューピッドに目隠しをするヴィーナス』（1565年頃）
- コレッジオ　『ダナエ』(Danaë) （1530年- 1532年）
- ミケランジェロ・メリージ・ダ・カラヴァッジオ『果物籠を持つ少年』（1593年頃）
- ミケランジェロ・メリージ・ダ・カラヴァッジオ『病めるバッカス』 （1593年頃頃）
- ドメニキーノ（ドメニコ・ザンピエーリ）　『ディアナの狩猟』 （1616年）

### 彫刻

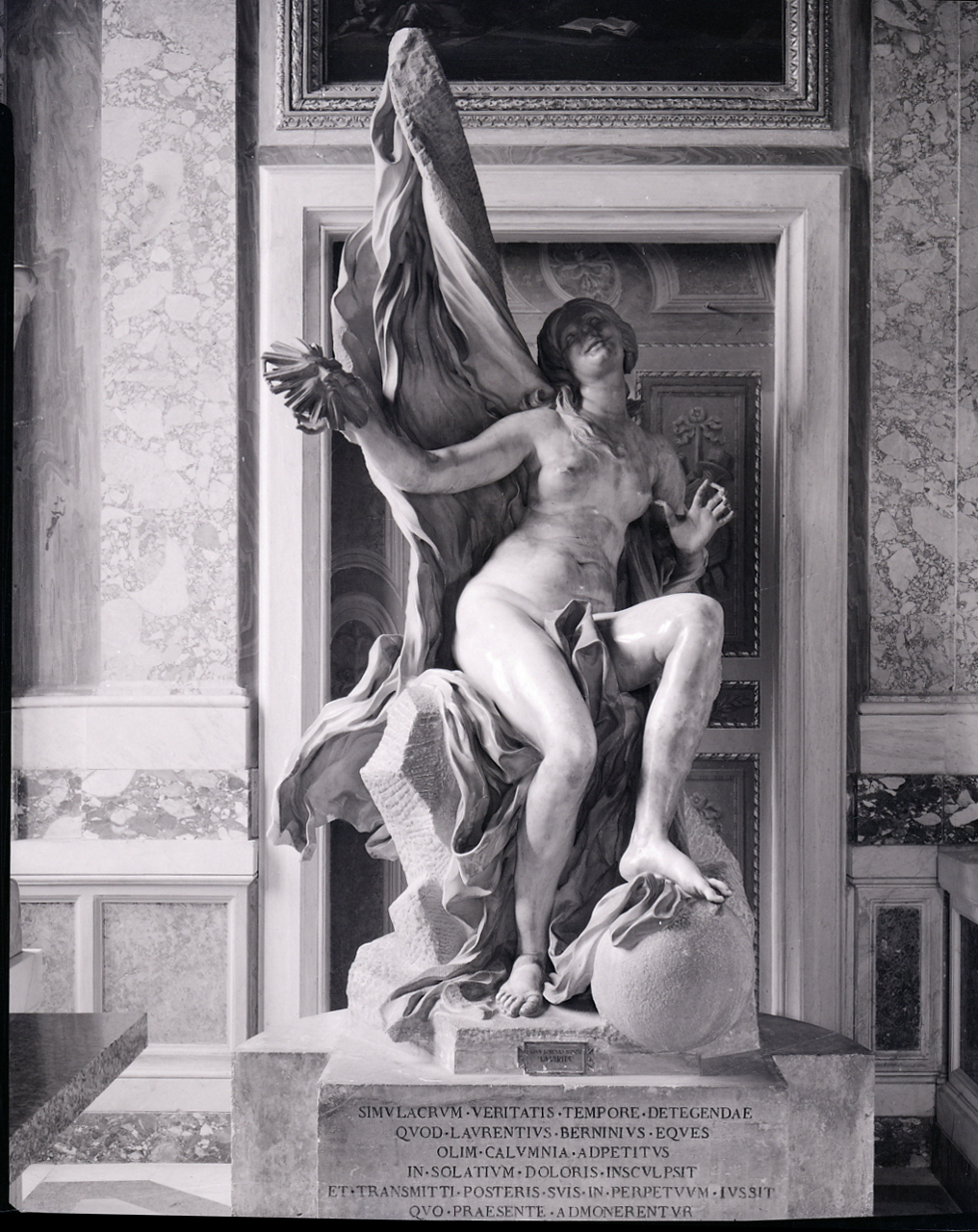
Truth Unveiled by Time ジャン・ロレンツォ・ベルニーニ. c. 1645-1652年
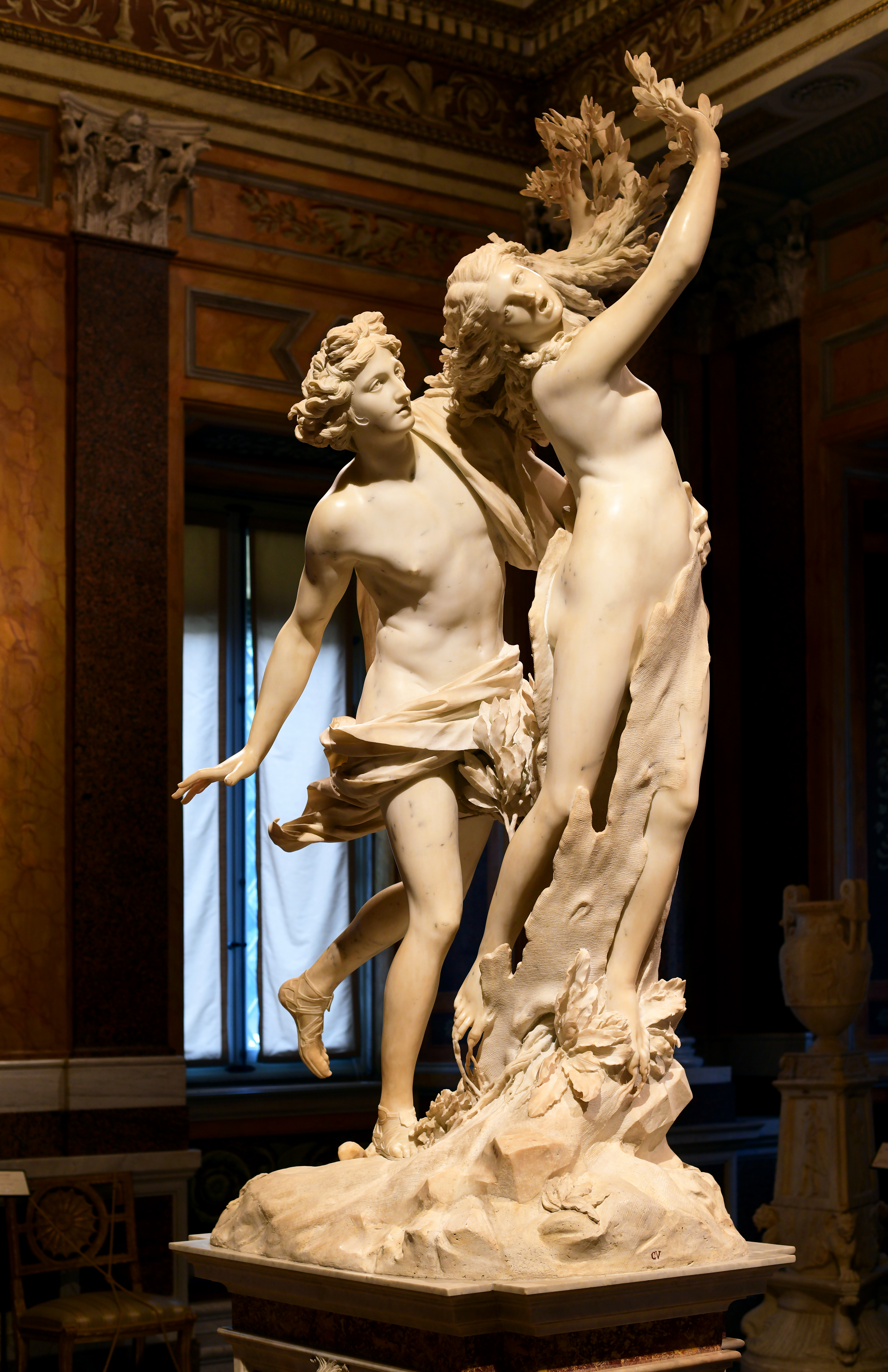
『アポロンとダフネ』 ジャン・ロレンツォ・ベルニーニ. 1622年頃
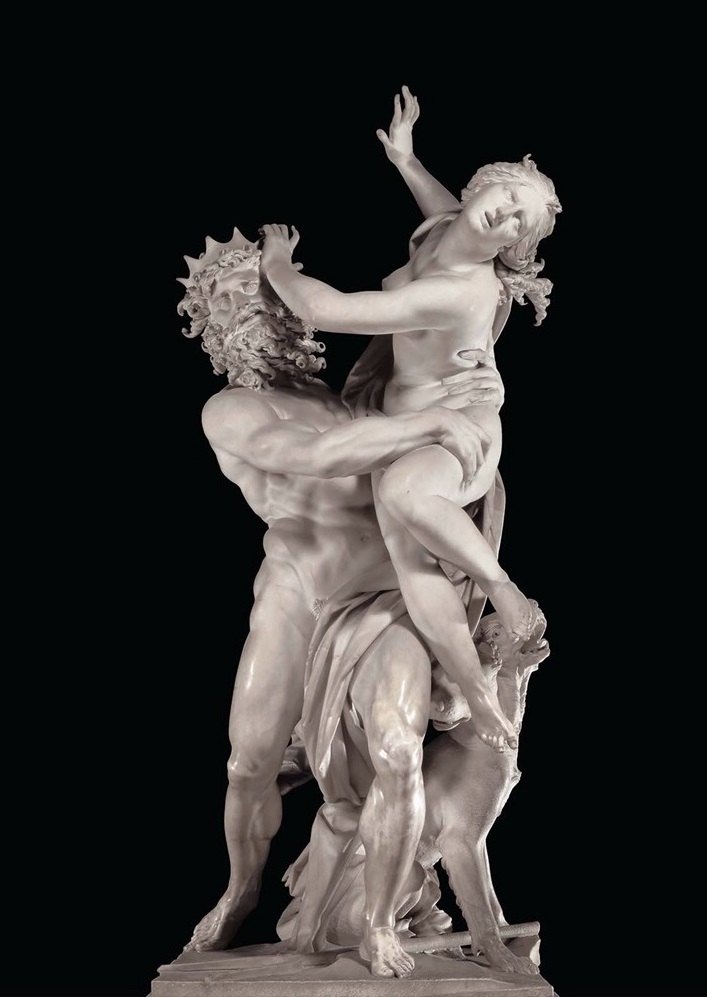
『プロセルピーナの略奪』 ジャン・ロレンツォ・ベルニーニ. 1621年頃
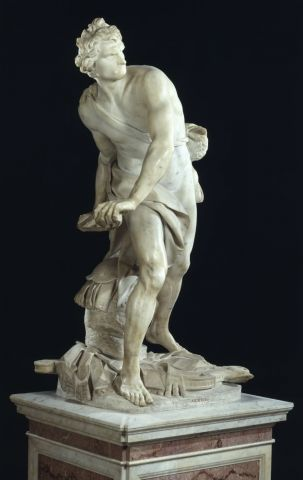
『ダビデ像』 ジャン・ロレンツォ・ベルニーニ. 1623-1624年頃
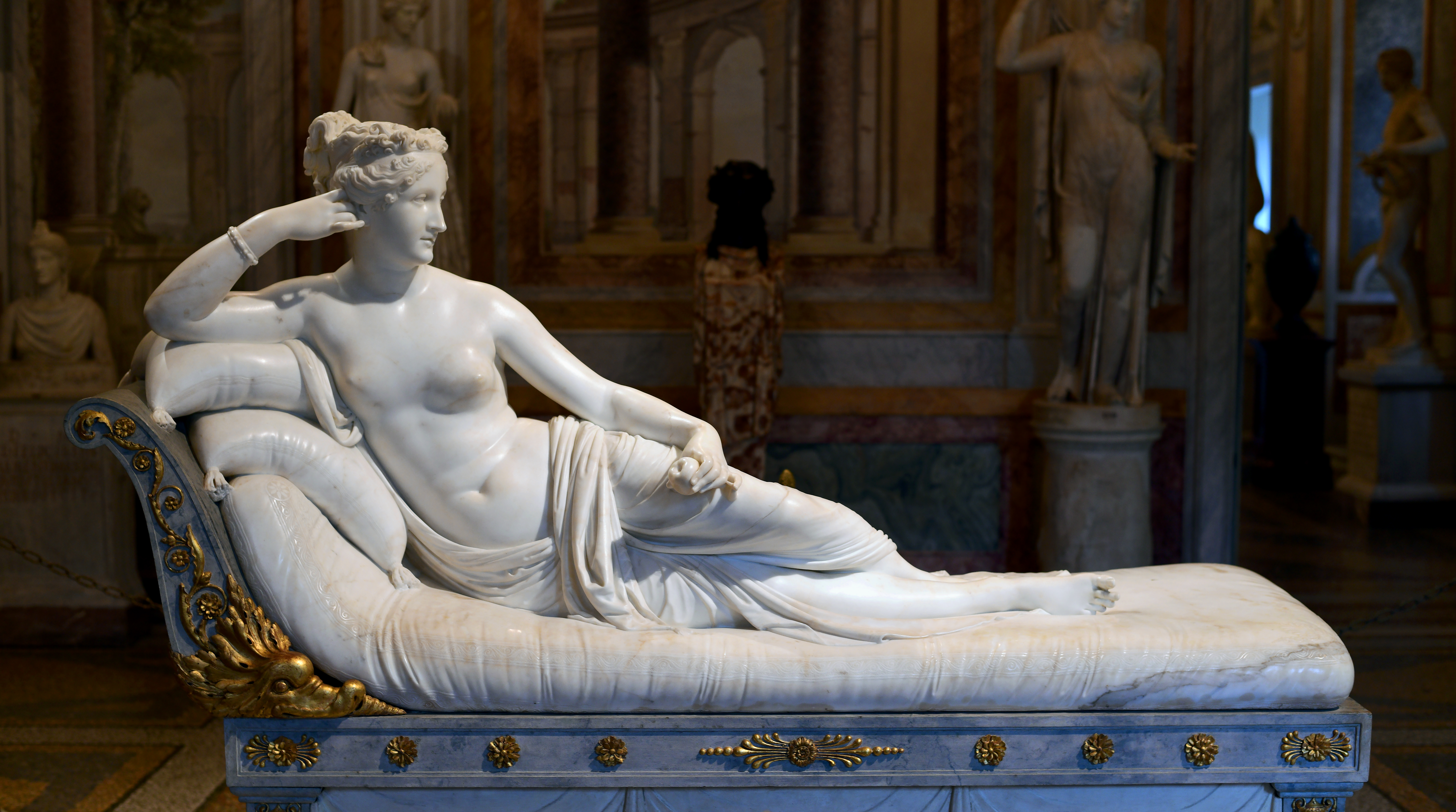
『パオリーナ・ボルゲーゼ』カノーヴァ
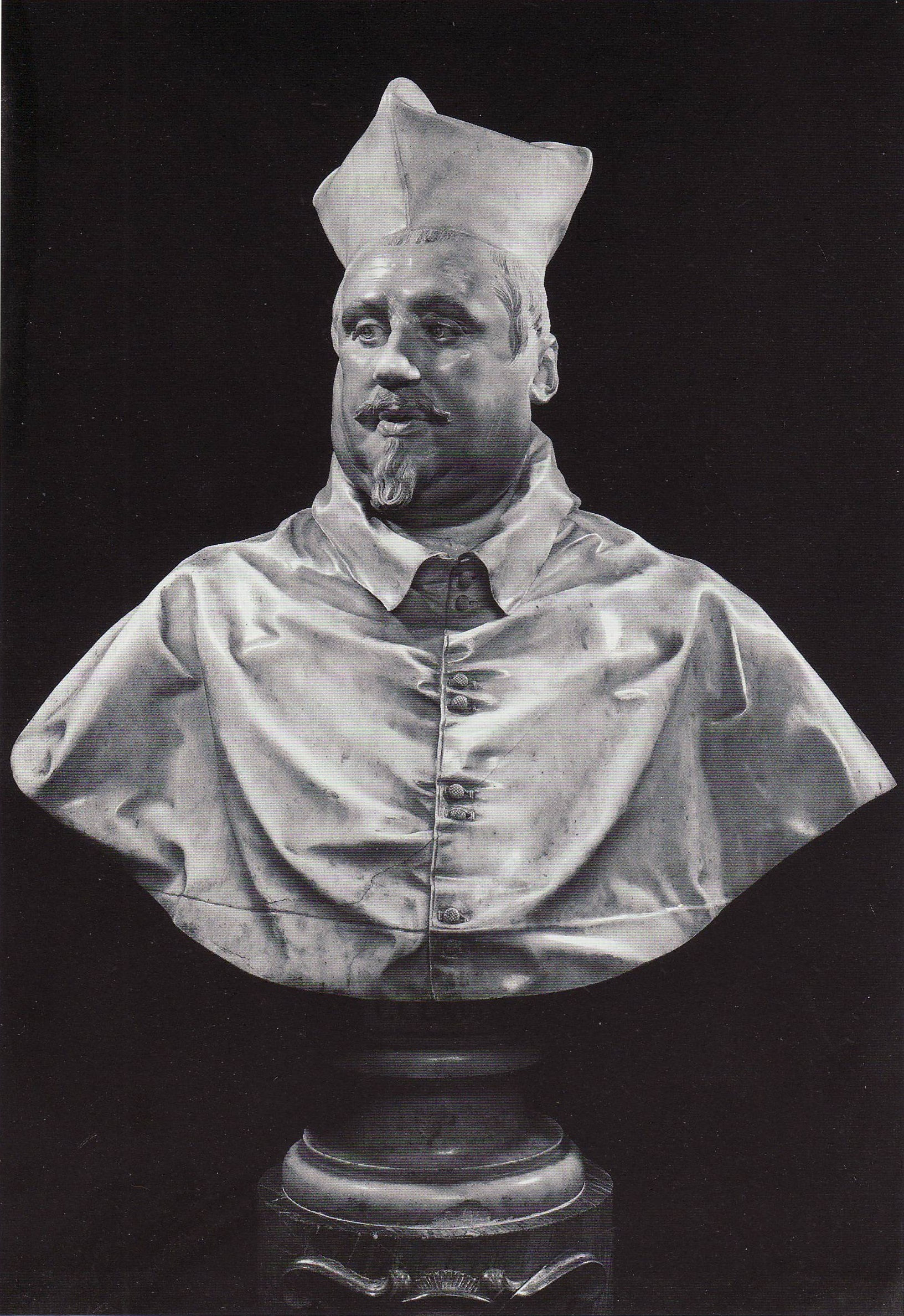
Bust of Scipione Borghese ジャン・ロレンツォ・ベルニーニ. 1632年頃

### 絵画

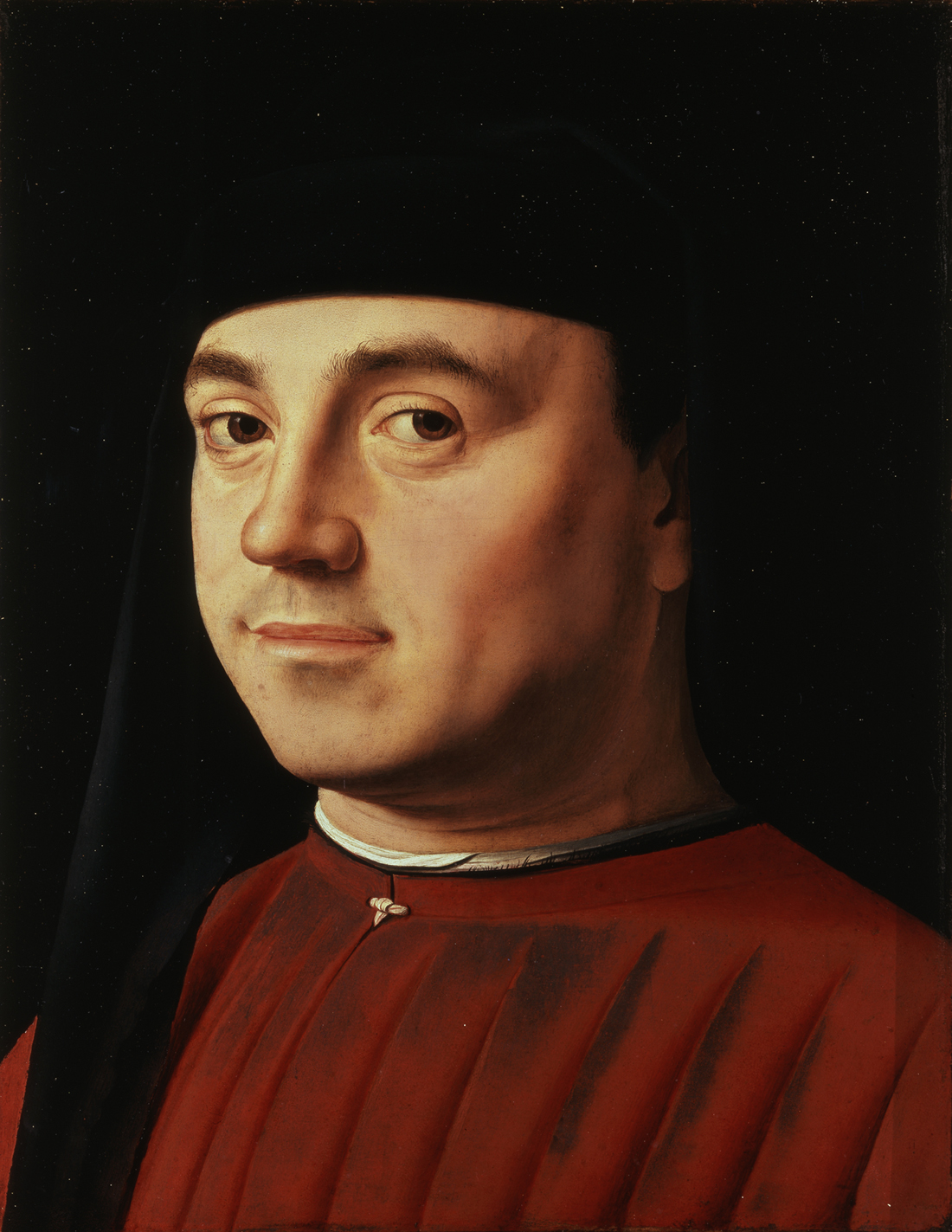
Portrait of a Man アントネロ・ダ・メッシーナ. 1474-1475年頃
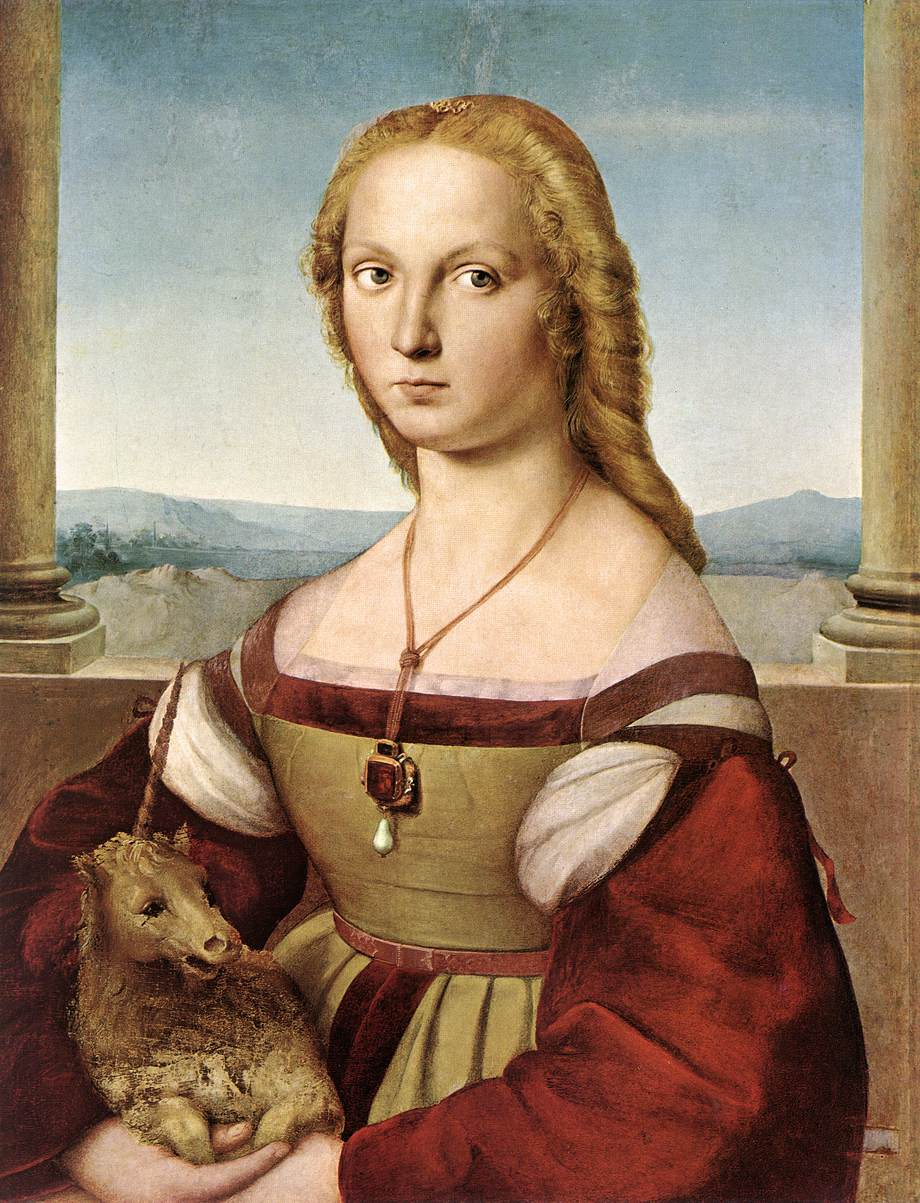
ラファエロ・サンツィオ『一角獣を抱く貴婦人』1505年頃
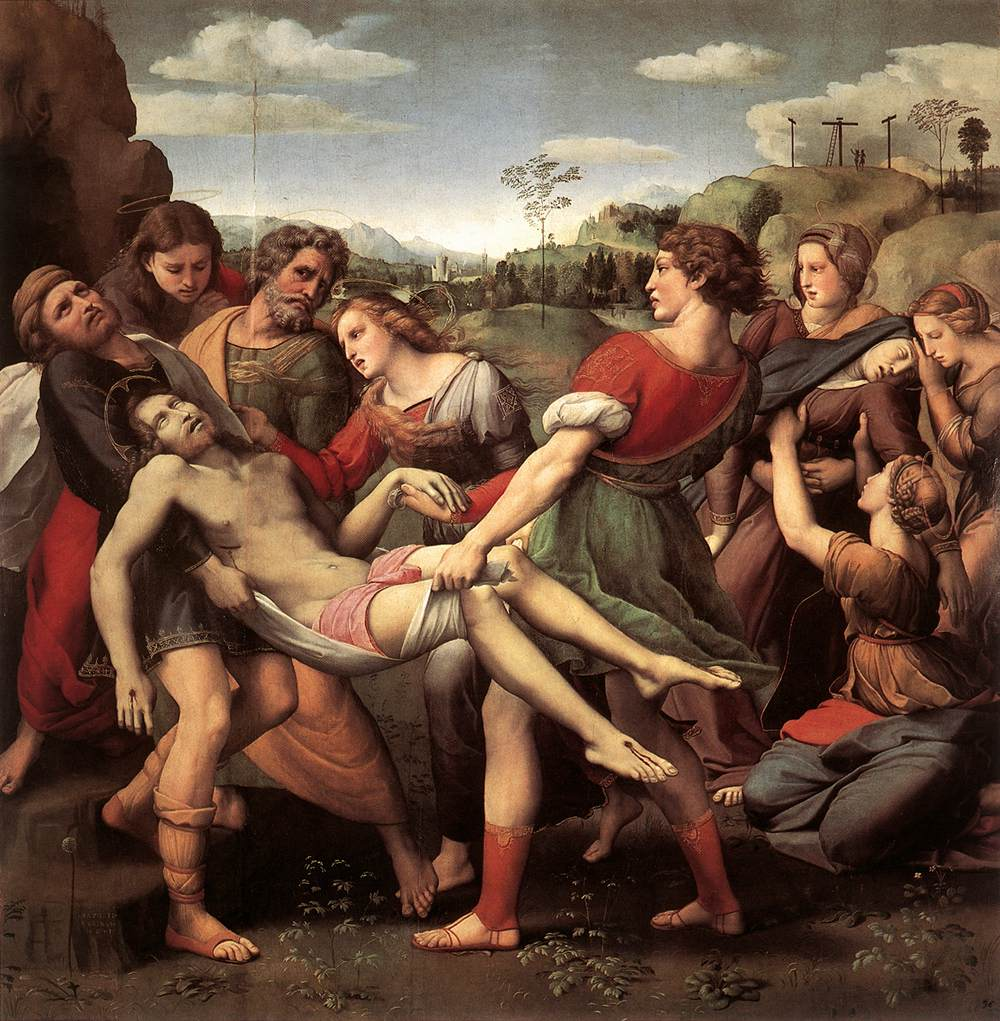
ラファエロ・サンツィオ『キリストの埋葬』1507年
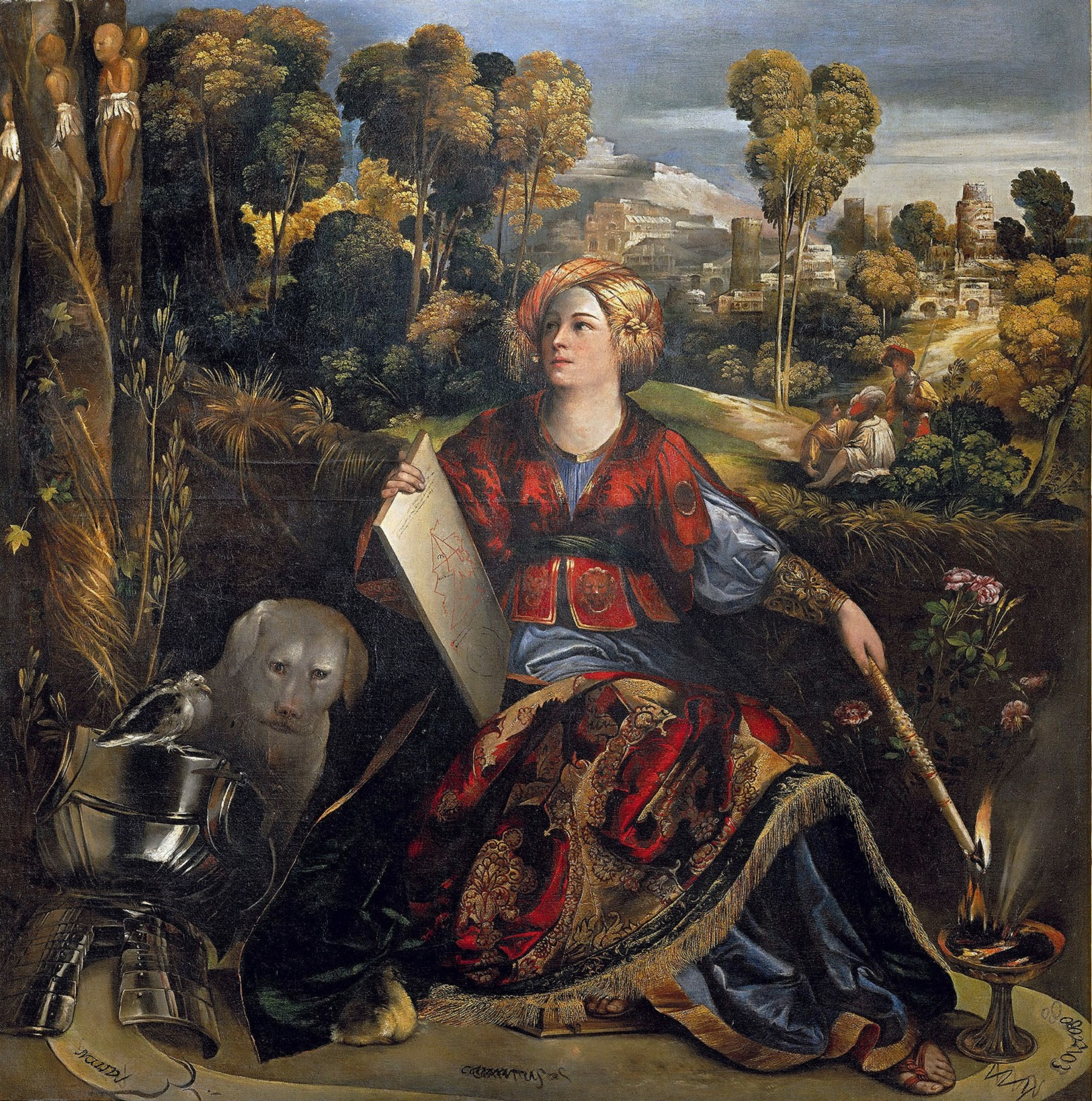
Melissa ドッソ・ドッシ. 1507年頃
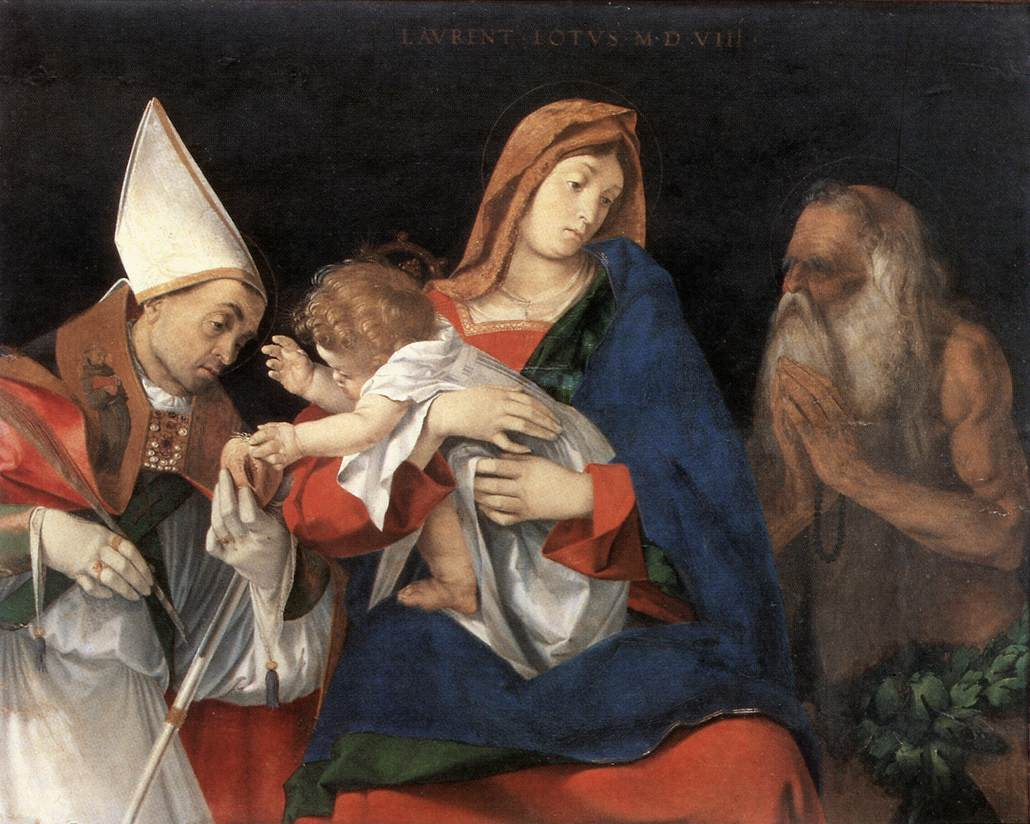
Madonna and Child and Saints ロレンツォ・ロット. 1508年頃
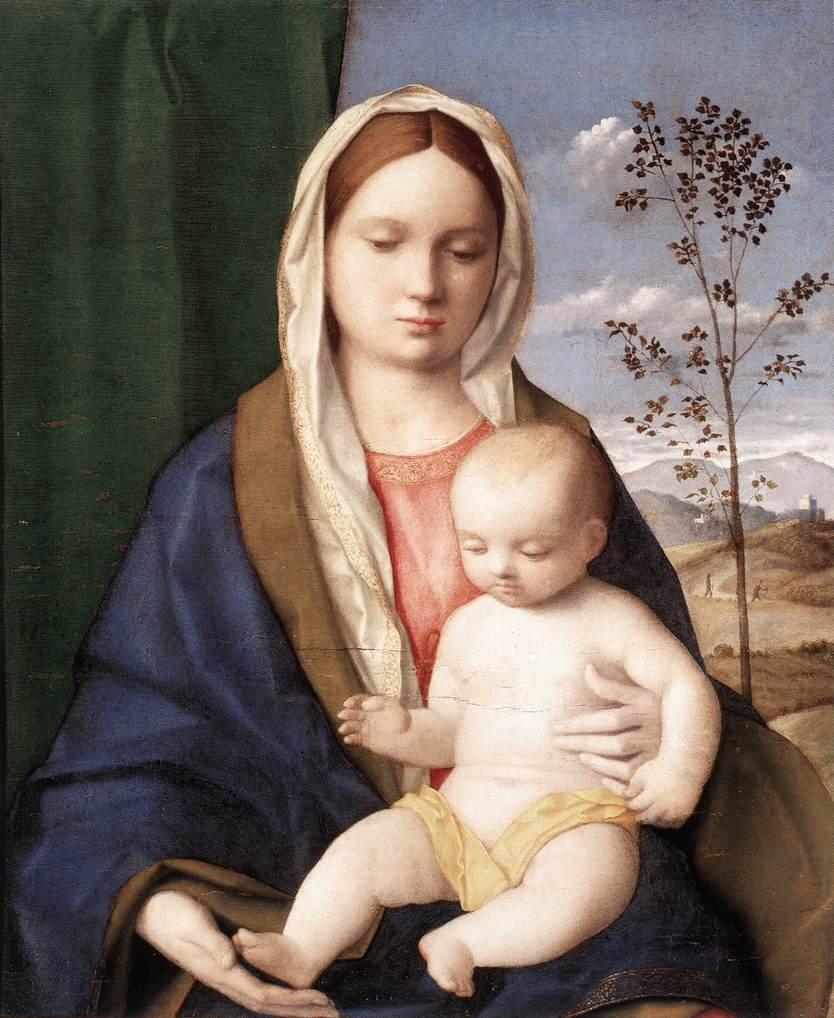
ジョヴァンニ・ベリーニ 『聖母子』1510年頃
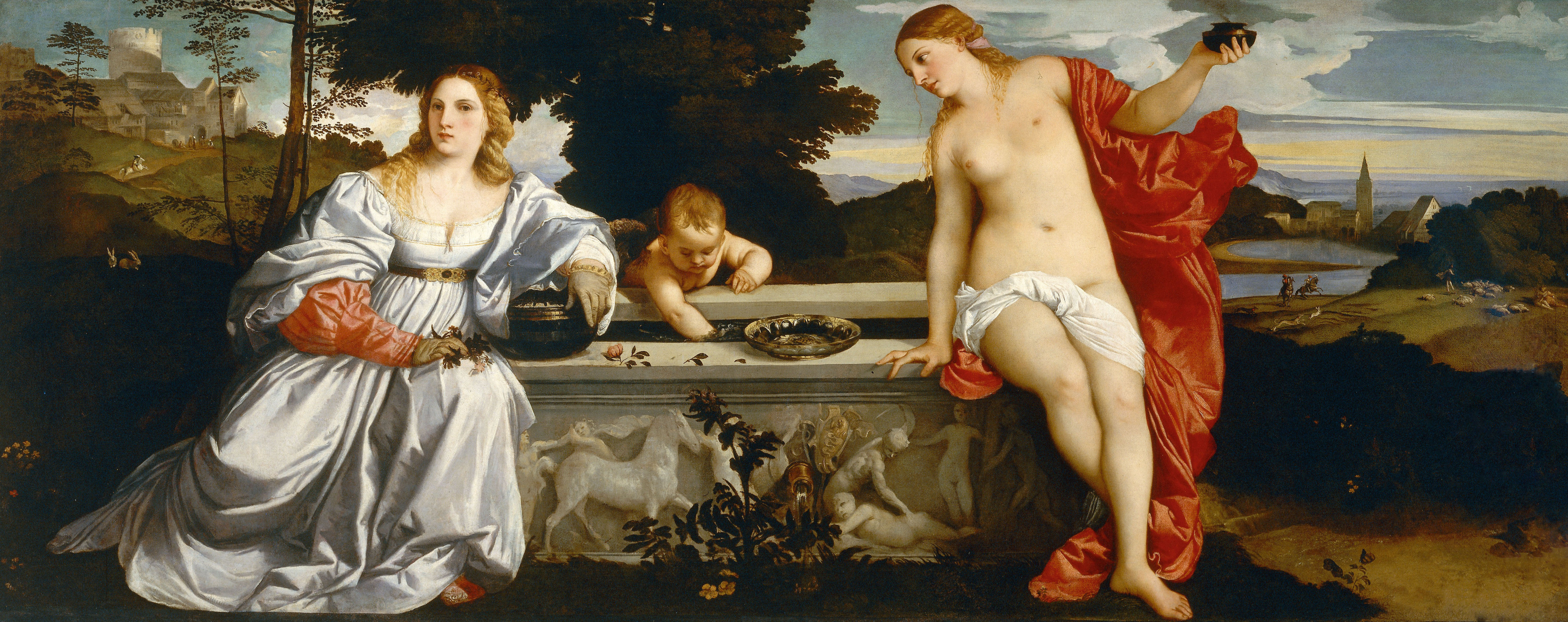
ティツィアーノ『聖愛と俗愛』1514年
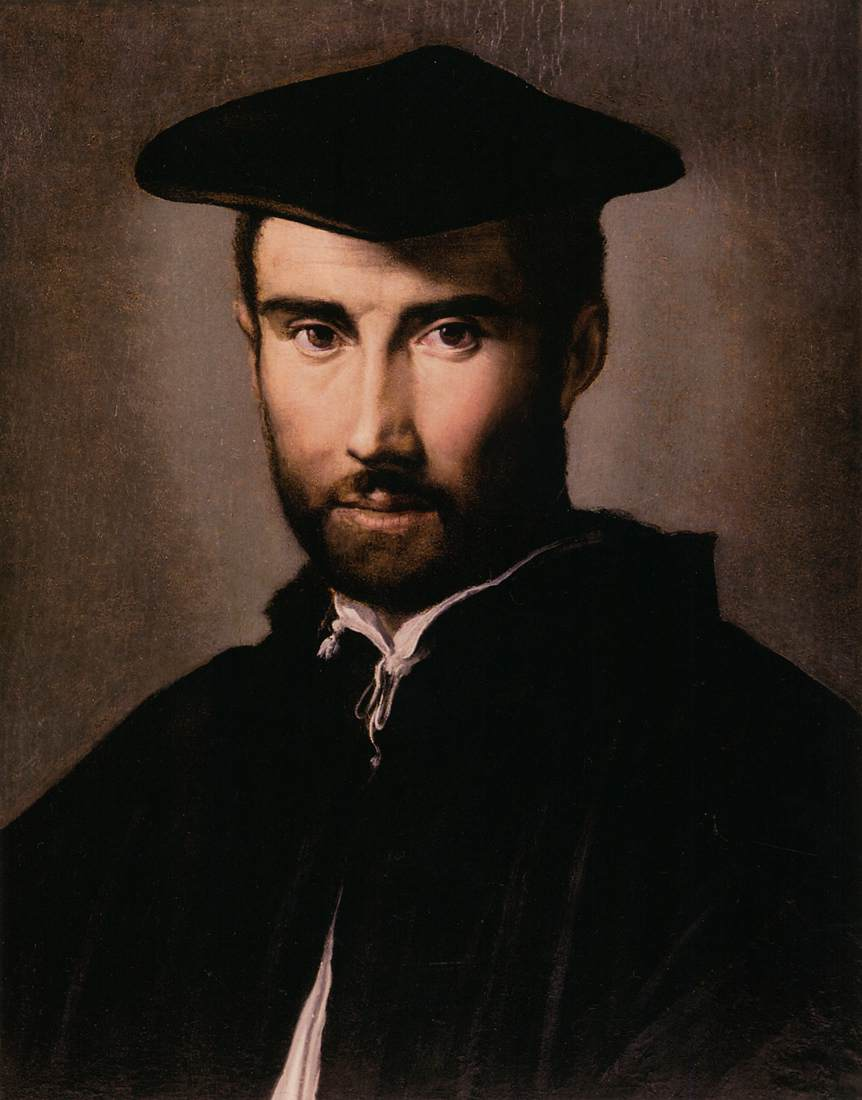
Portrait of a Man パルミジャニーノ. 1528年頃
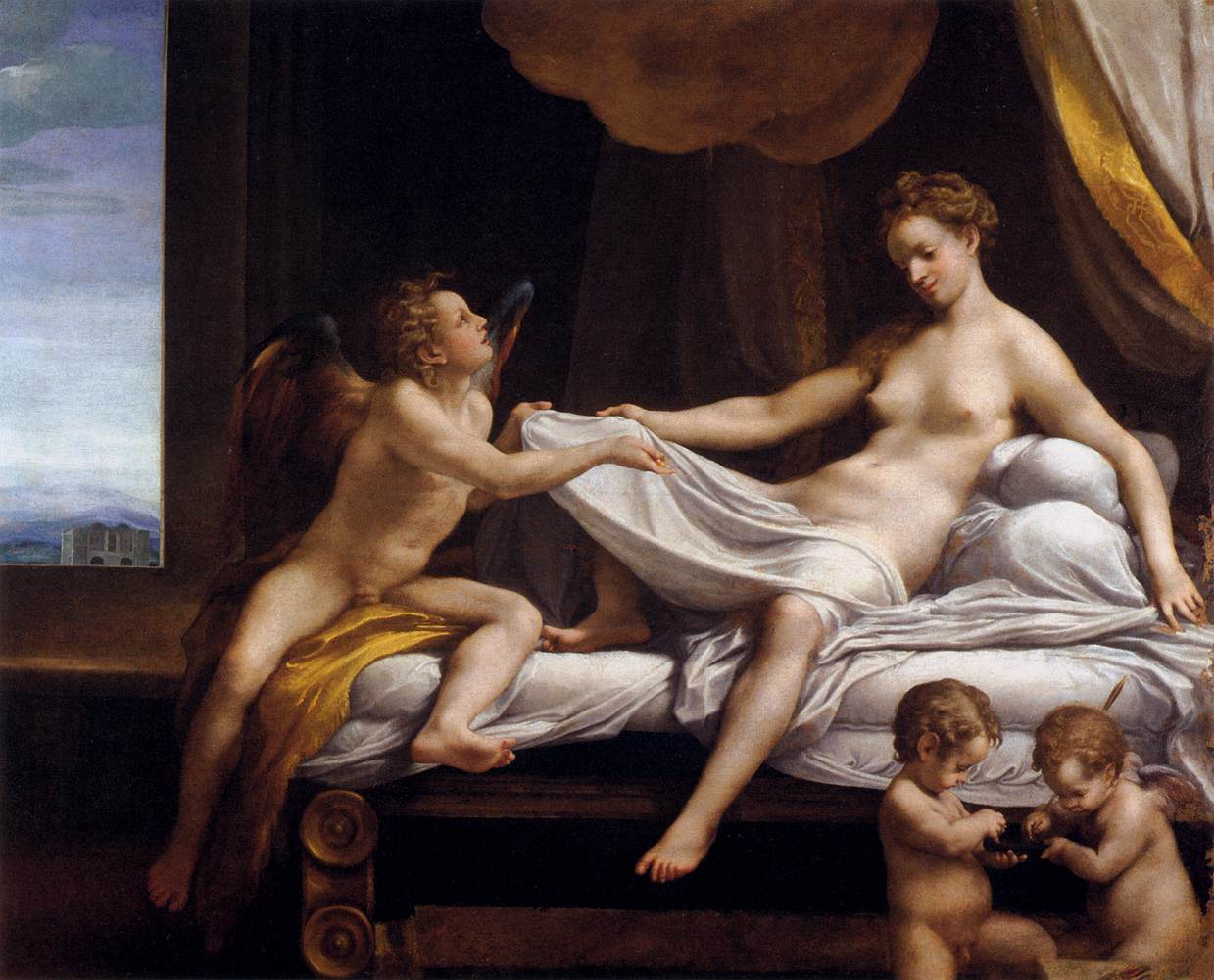
コレッジョ『ダナエ』 1530年頃
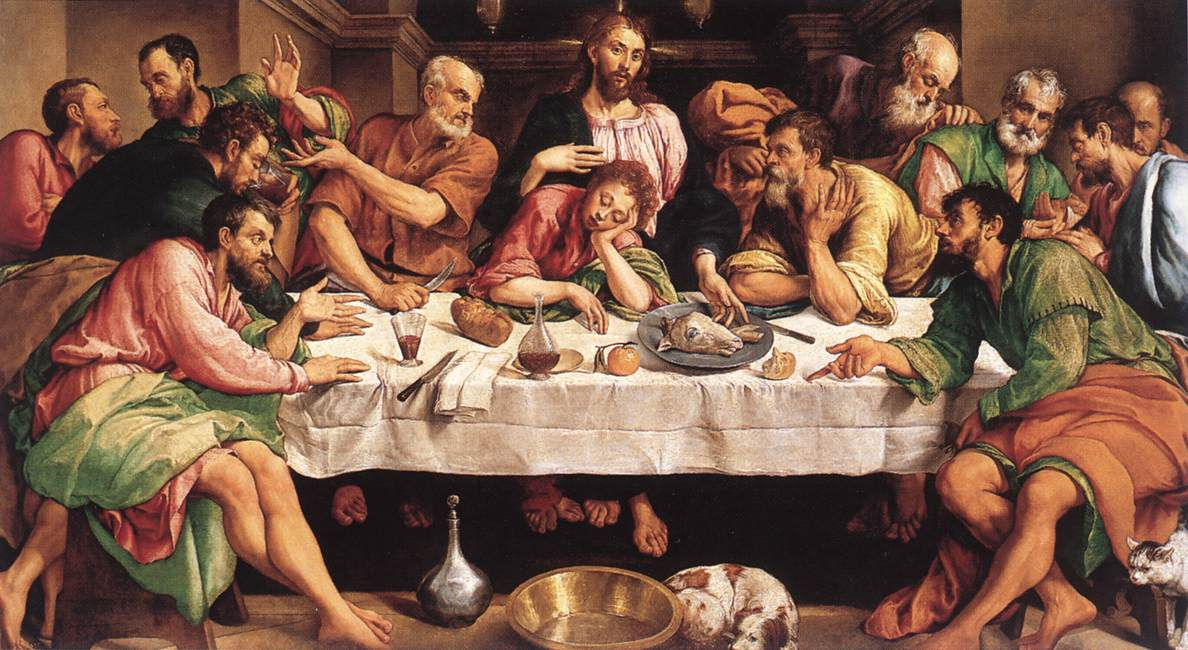
『最後の晩餐』 ヤコポ・バッサーノ. 1546年頃
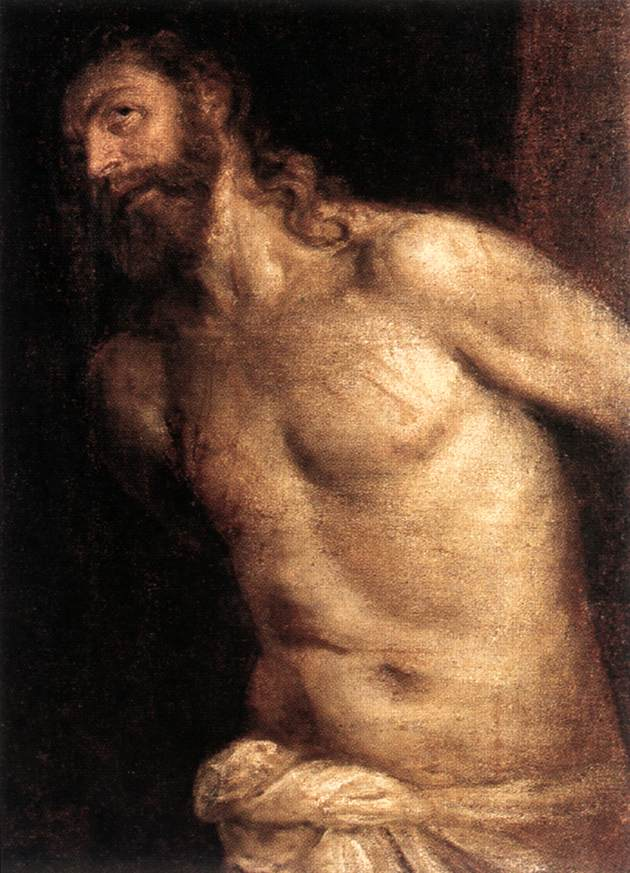
The Scourging of Christ ティツィアーノ・ヴェチェッリオ. 1560年頃
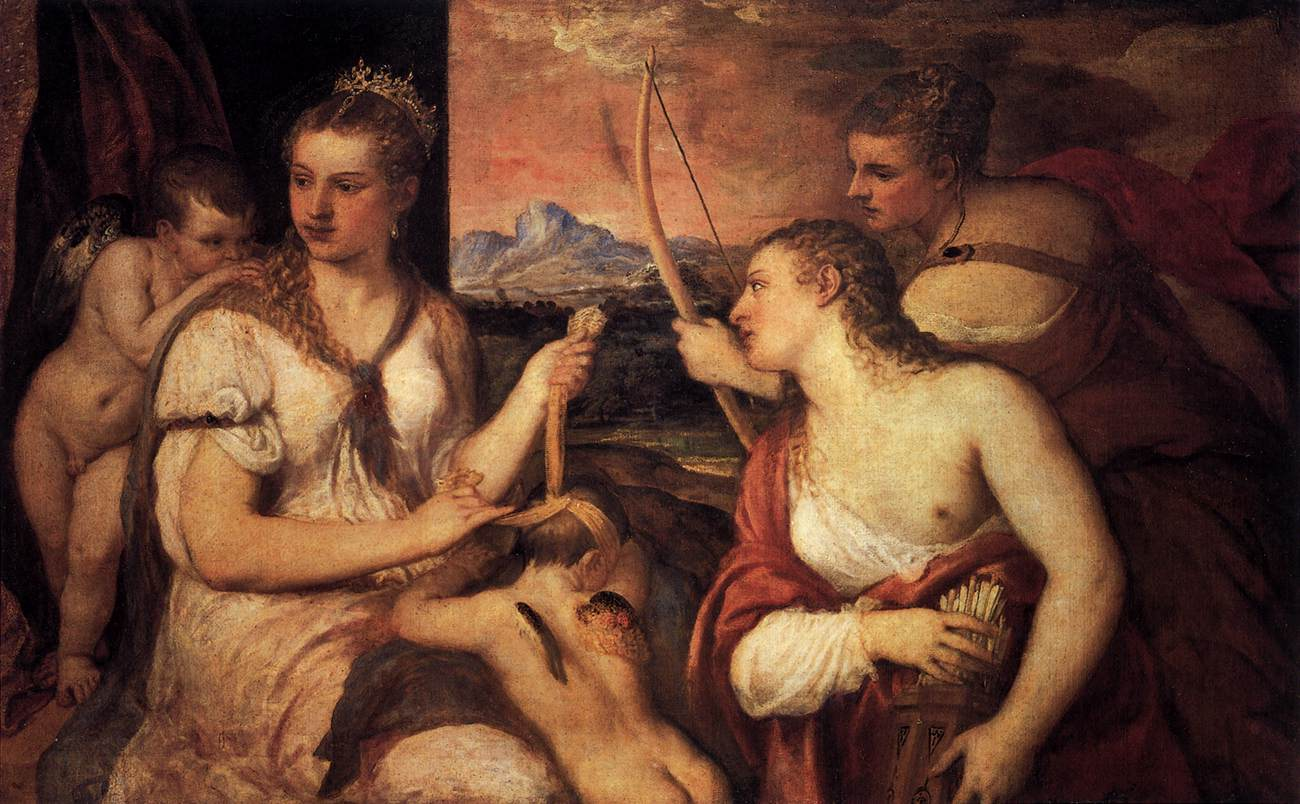
ティツィアーノ『キューピッドに目隠しをするヴィーナス』1565年頃
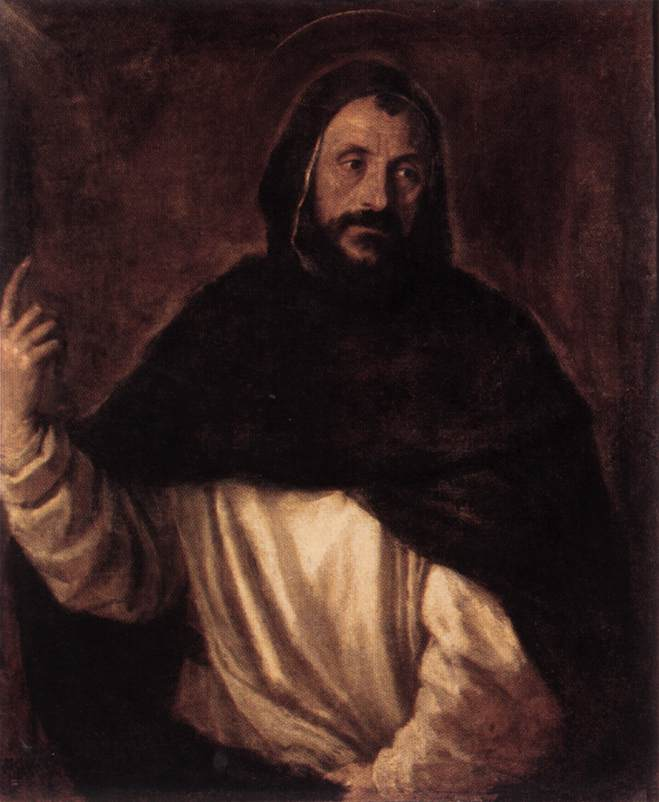
St. Dominic ティツィアーノ. c. 1565年
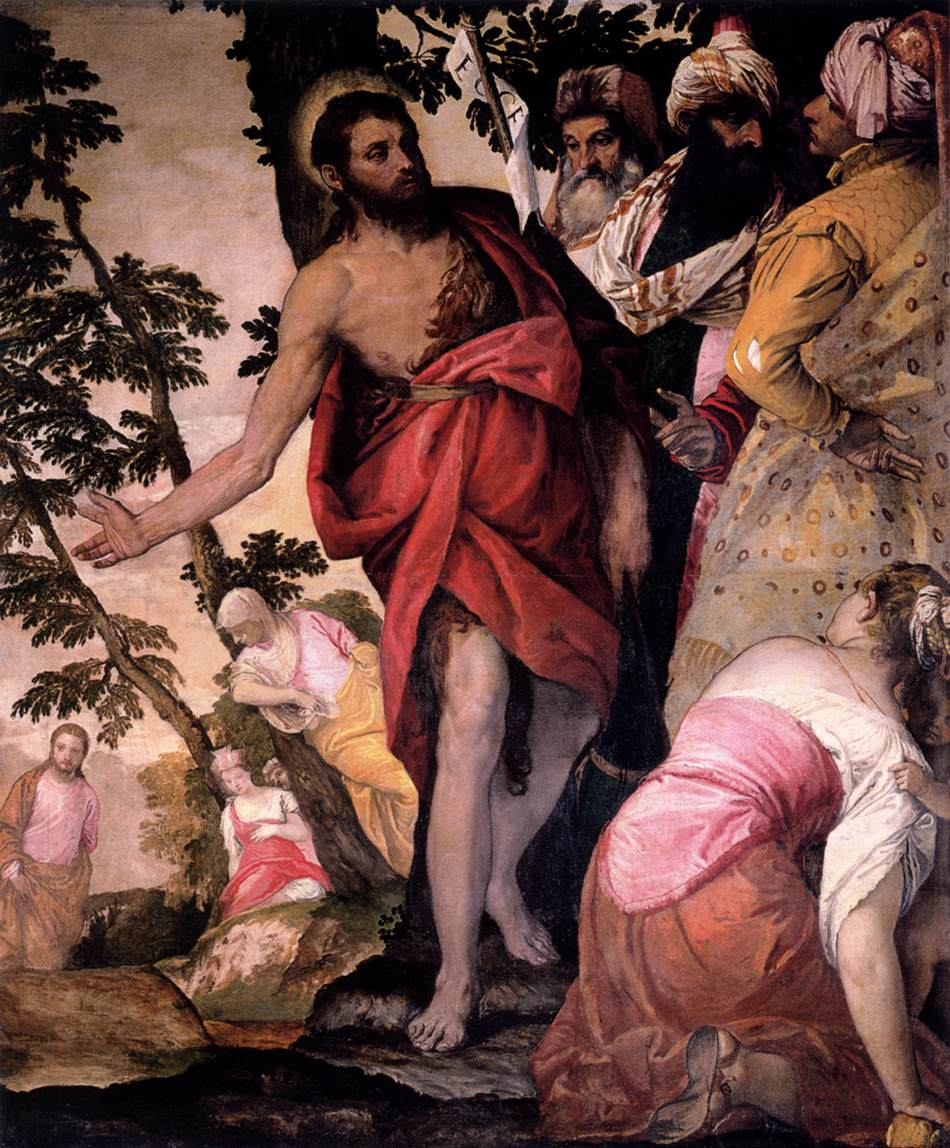
パオロ・ヴェロネーゼ『洗礼者聖ヨハネの説教』1562年頃
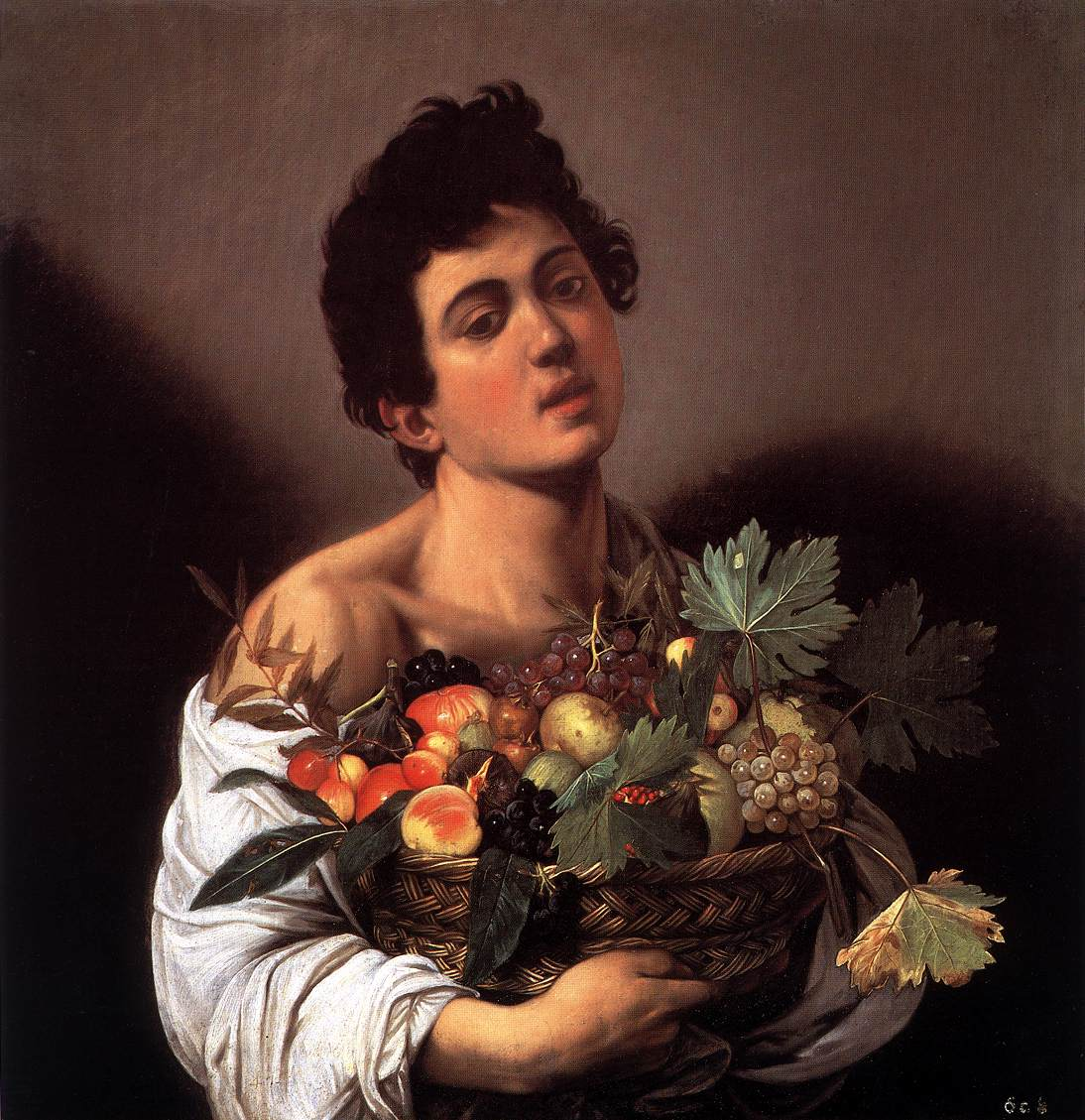
カラヴァッジョ『果物籠を持つ少年』1593年頃
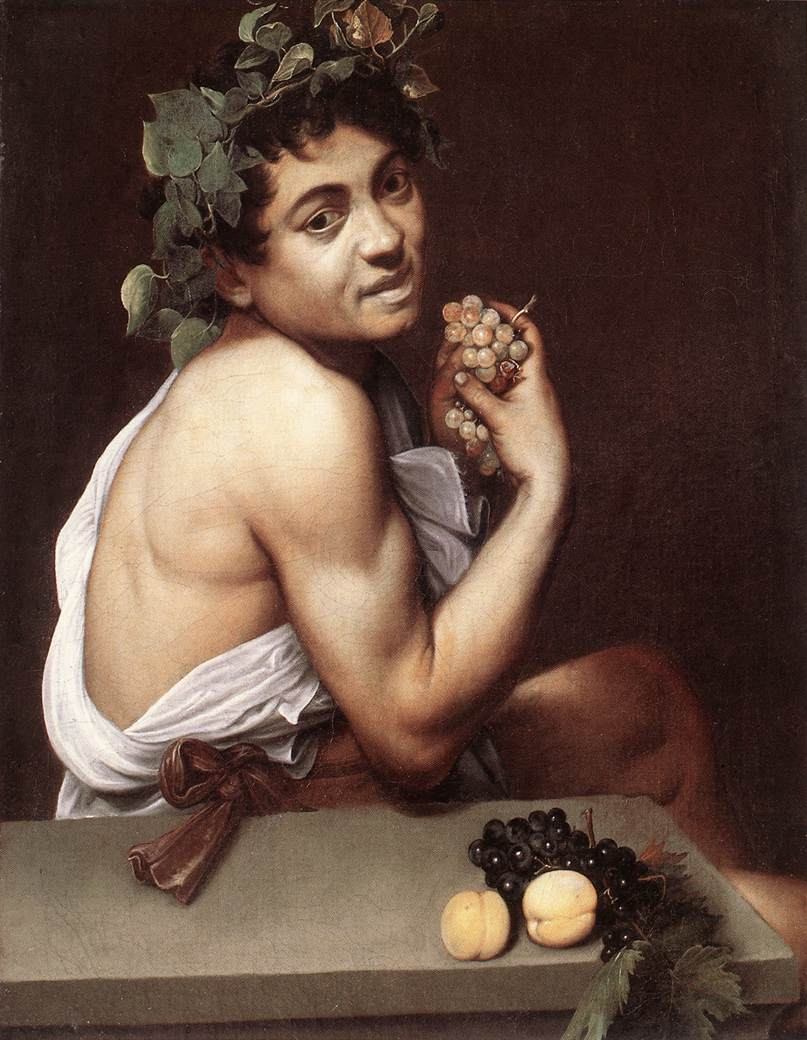
カラヴァッジョ『病めるバッカス』1593年頃
カラヴァッジョ『聖アンナと聖母子』1605-1606年ごろ
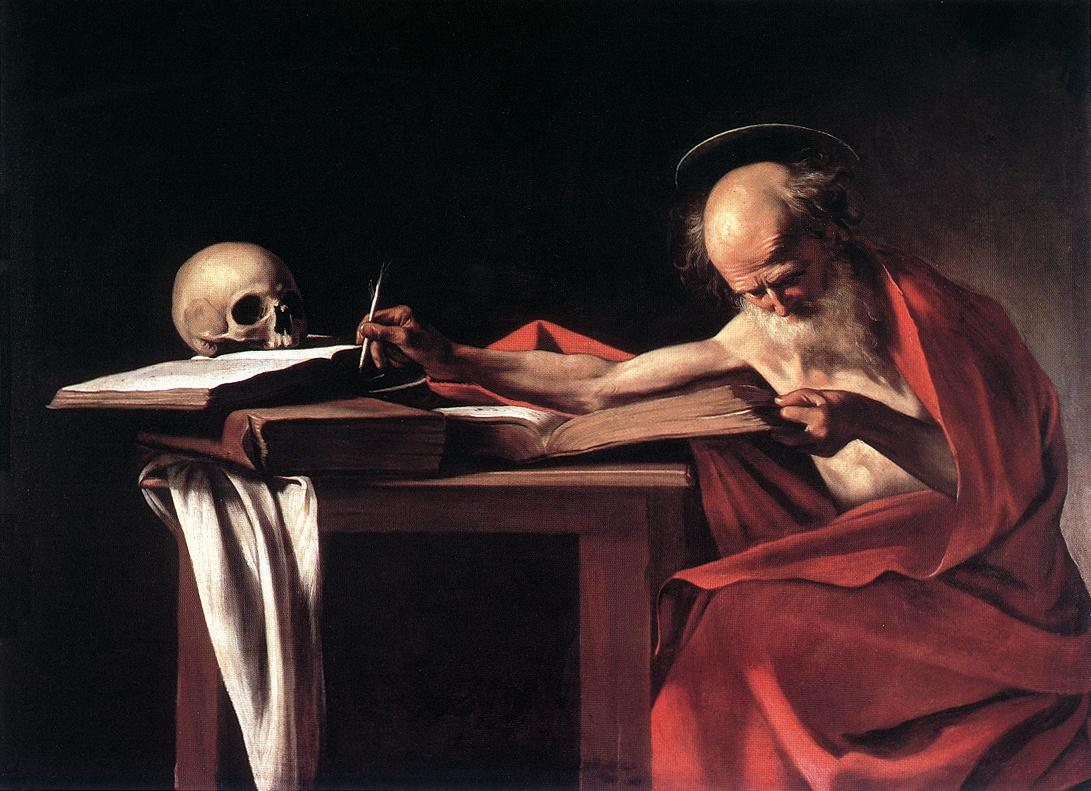
カラヴァッジョ『書斎の聖ヒエロニムス』1606年頃
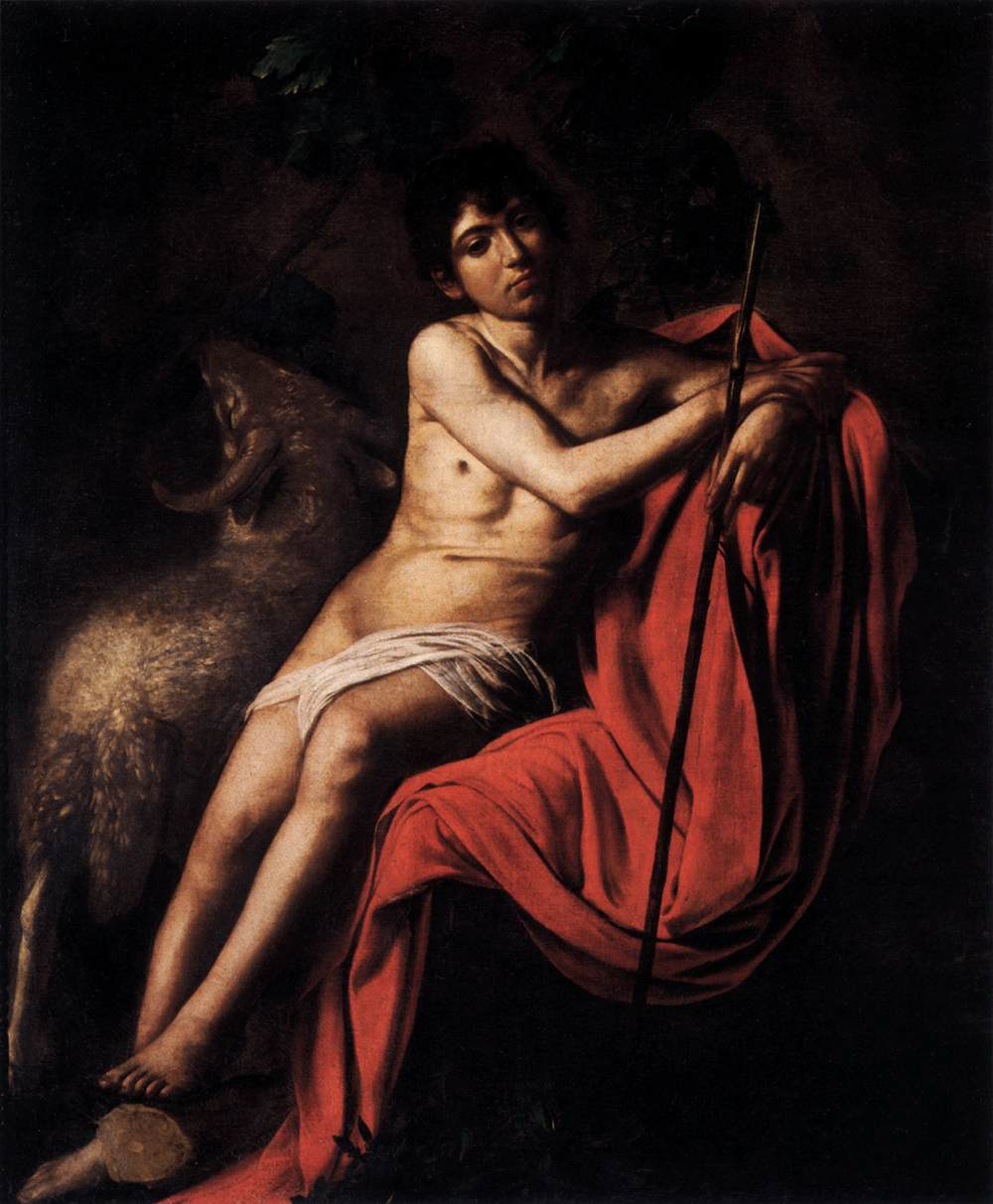
カラヴァッジョ『洗礼者ヨハネ 』1610年頃
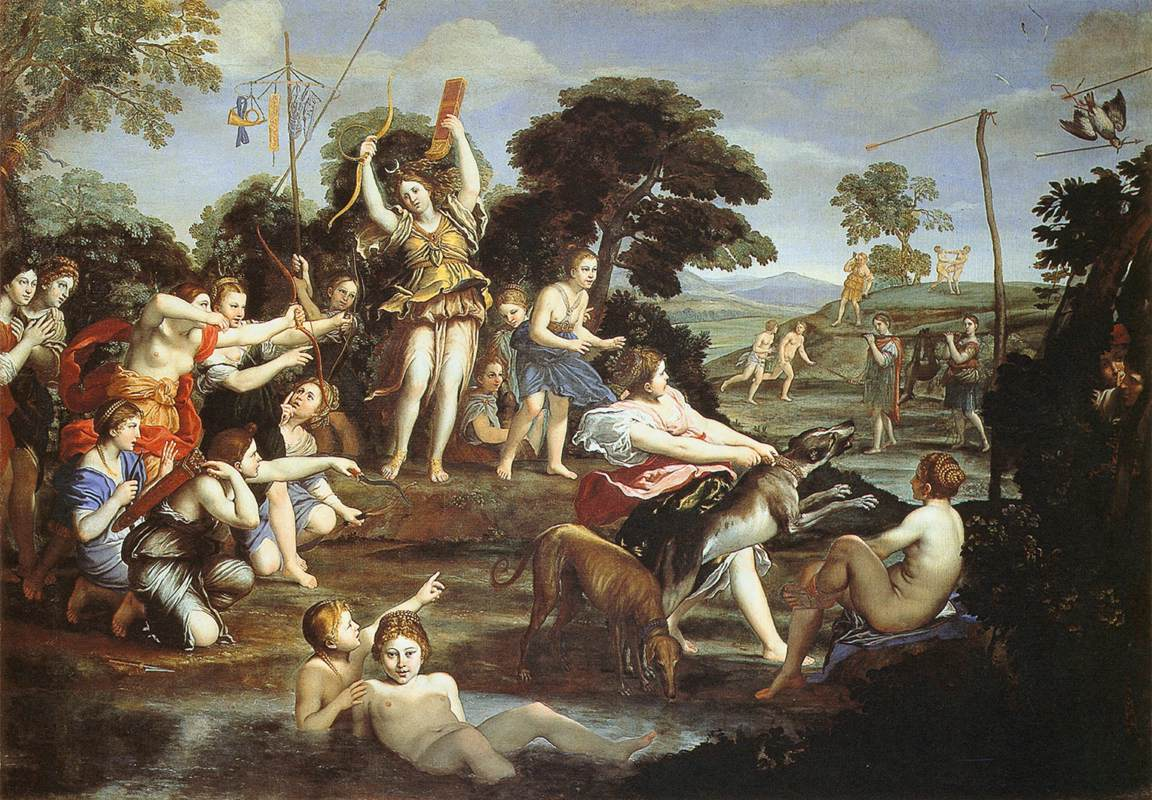
ドメニキーノ『ディアナの狩猟』1616年
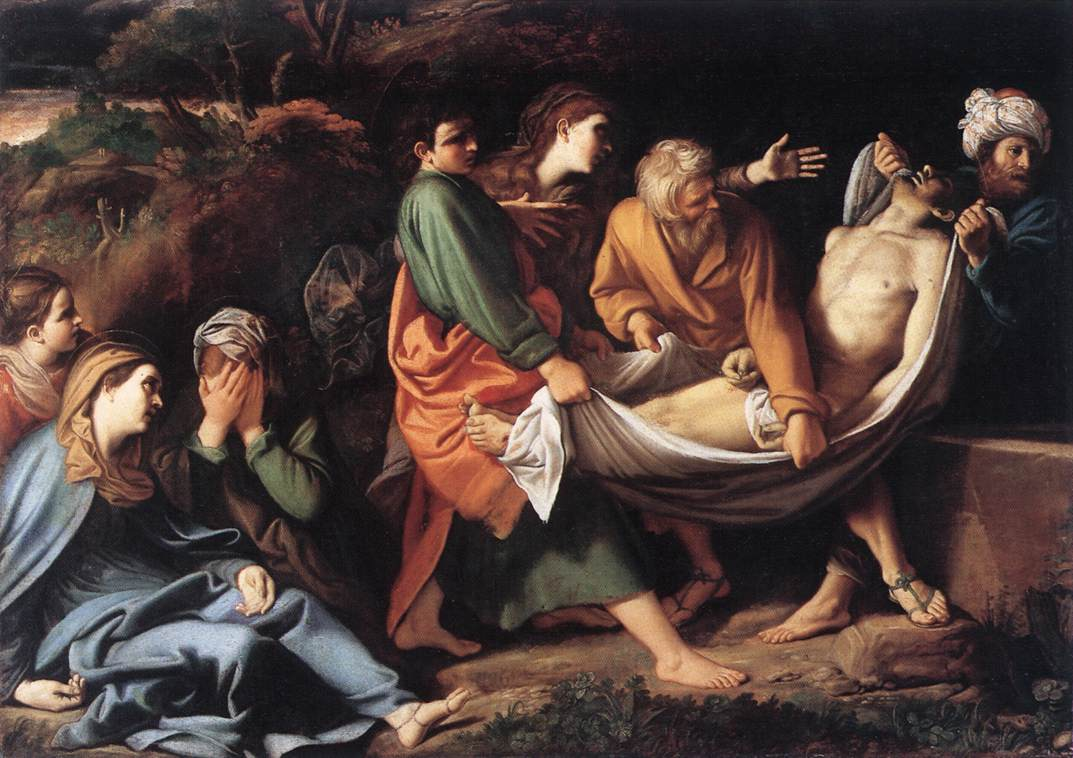
Deposition Sisto Badalocchio. 1610年頃
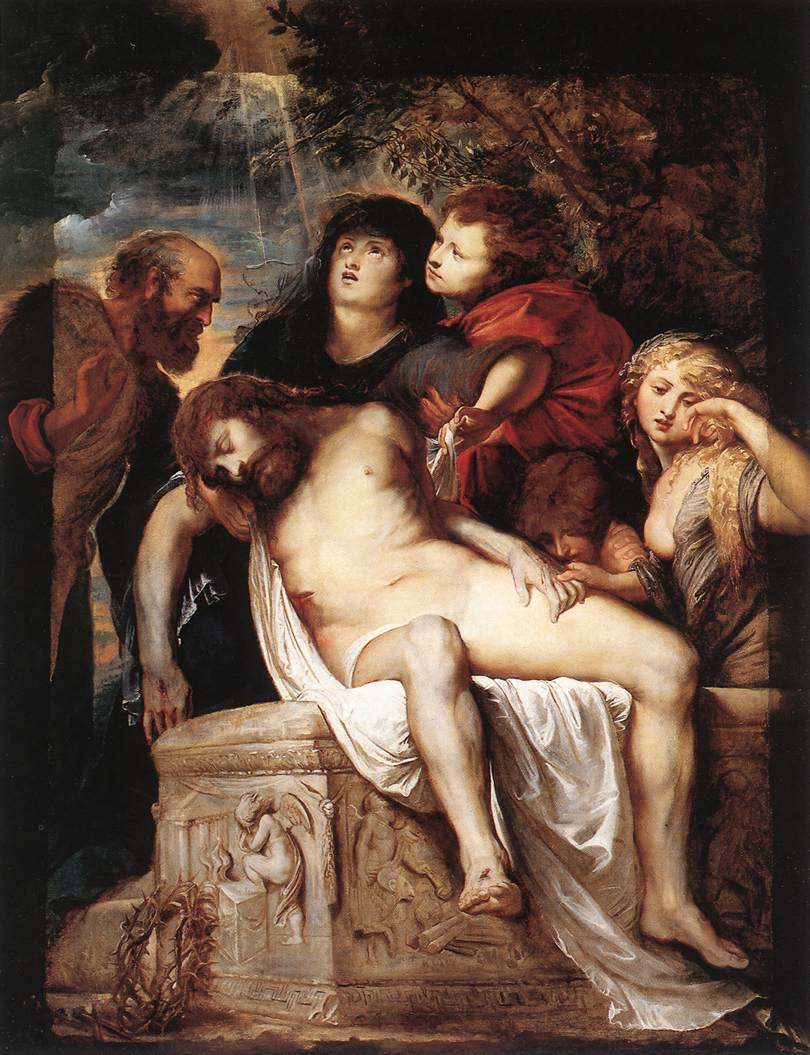
Deposition ピーテル・パウル・ルーベンス. 1602年頃
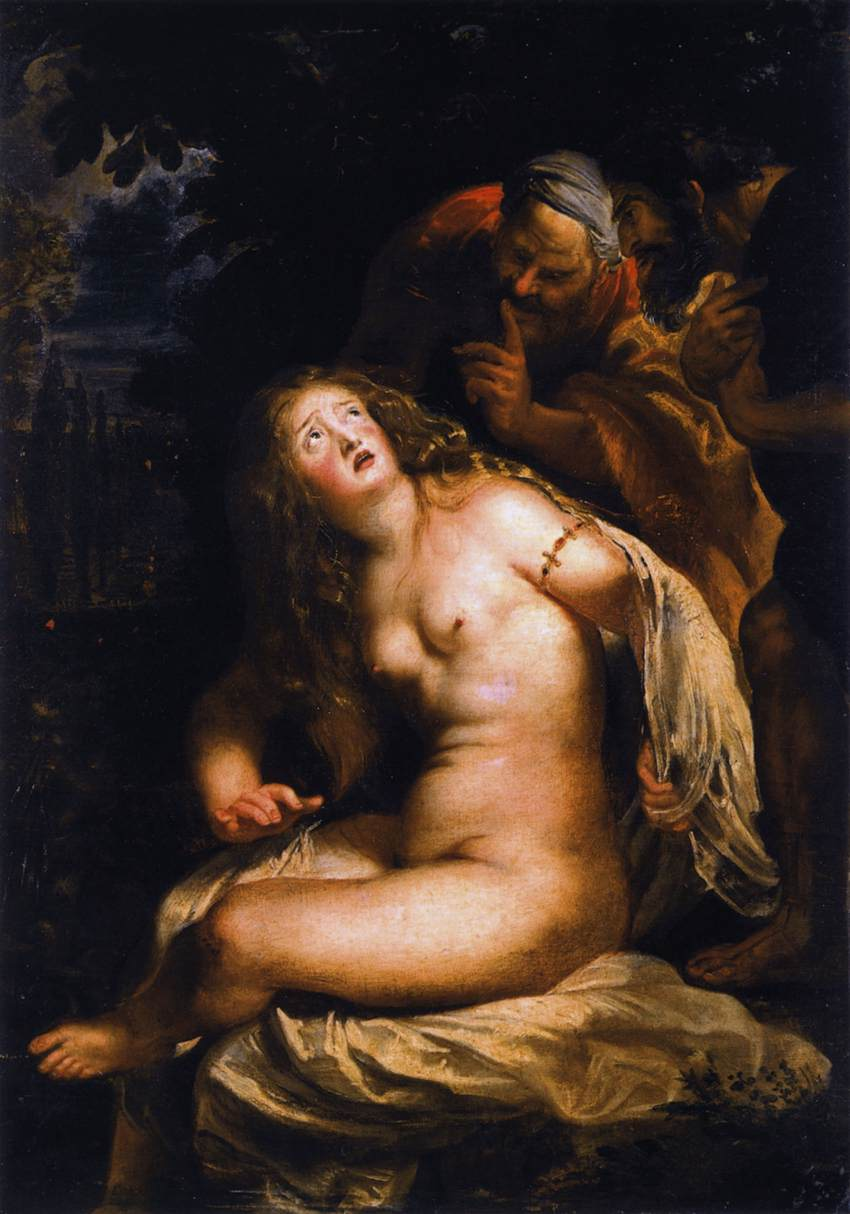
ピーテル・パウル・ルーベンス『スザンナと長老たち』1607-1608年頃
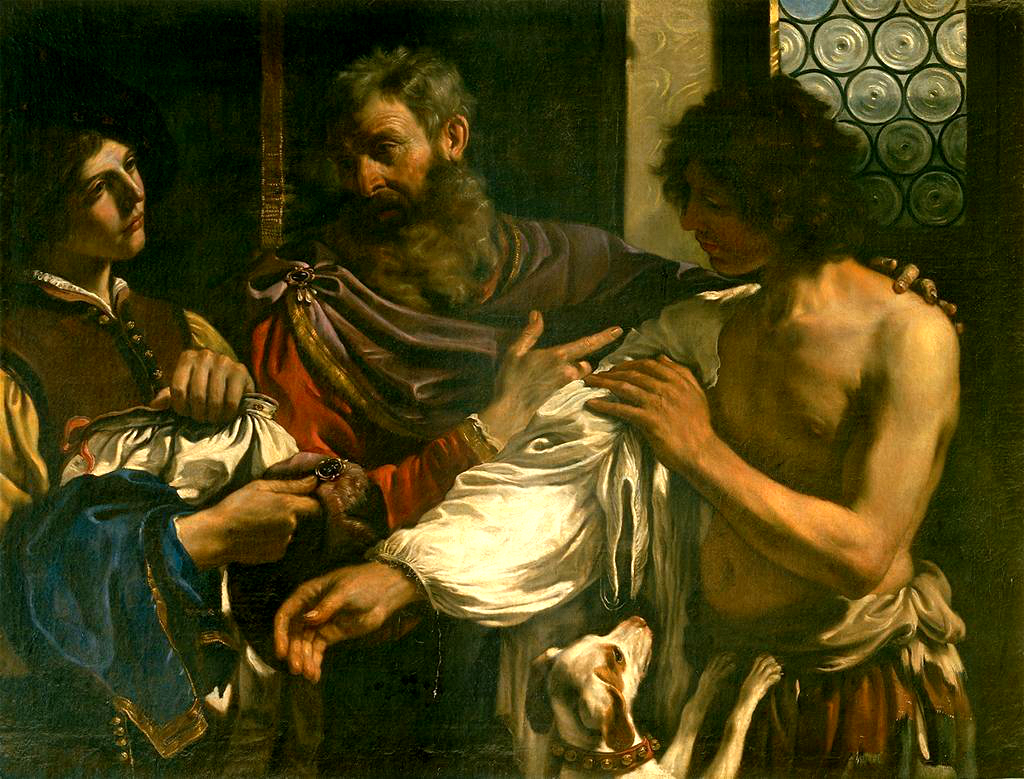
グエルチーノ『放蕩息子の帰還』1627-1628年頃